# 兵庫県立姫路海稜高等学校
兵庫県立姫路海稜高等学校（ひょうごけんりつ ひめじかいりょうこうとうがっこう）は、兵庫県姫路市大津区天満にある県立高等学校。2025年度より、兵庫県立姫路南高等学校、兵庫県立網干高等学校及び兵庫県立家島高等学校の3校が統合し、姫路海稜高が開校した。

## 概要
2022年（令和4年）7月14日、兵庫県教育委員会が「県立高等学校教育改革第三次実施計画」により、上記3校を統合することを発表した。
11月17日には、兵庫県立姫路南高等学校の跡地に統合校が設置されることが決定した。
2023年（令和5年）12月、新たな校名は「兵庫県立姫路海城高等学校」となることが公表されたが、2024年8月に東京都新宿区の海城中学校・高等学校より商標権についての指摘があったことから、新たな校名を「兵庫県立姫路海稜高等学校」として同年12月に正式提出することとなった。
校名の「海稜」の由来は、「海」は統合した3校の校歌に播磨灘を連想させる歌詞（姫路南：海光、網干：波濤・海、家島：播磨灘）があったためで、「稜」という字には「城を支える石垣のそそり立つ稜線」「面と面の交わる線」の意があることから、古くから複数の街道が交差し、美しい稜線を有する石垣に支えられた雄大な姫路城に象徴される播磨平野の深い歴史と豊かな文化にかかわる探究活動を学びの特色とする学校として、「広大な海に面した播磨地域にあって、3校の特色が三角錐を支える稜線のようにしっかりと結びつき、未来に向けて強固な土台の上にさらなる高みをめざす学び舎であれ」との思いを込め命名された。

## 設置学科
- 全日制過程
  - 普通科
  - 地域科学探究科（推薦入試）[4]

## 沿革
- 2022年7月14日 - 県教委が姫路南高校、網干高校、家島高校の3校を統合する事を発表[3]。
- 2022年11月17日 - 姫路南高校の跡地に統合校が設置されることが決定[2]。
- 2023年12月 - 校名を「兵庫県立姫路海城高等学校」にすることを決定[4]。
- 2024年8月 - 東京都新宿区の海城中学校・高等学校より商標権についての指摘があったことから、新たな校名を「兵庫県立姫路海稜高等学校」として同年12月に正式提出することを決定[5]。
- 2025年1月 - 当校設置[1][3]。
- 2025年4月 - 当校開校[3]。

## 特色
- 海稜高校の学びの特色としては以下が挙げられる。
  - 地域活性化型の探究活動
  - ICTやAIを活用したデータサイエンス
  - 音楽・スポーツに関する専門的な教育（旧・姫路南高校より継承）
  - 地域での国際交流による異文化理解（旧・網干高校より継承）
  - 地域の歴史と文化を学ぶ教育活動（旧・家島高校より継承）[6]

## 校歌
開校直前の2025年2月に、姫路南高卒業生であるヴァイオリニスト・福田紫妃作詞・作曲の校歌が披露された。